# جاين بيركين
جاين مالوري بيركين (بالإنجليزية: Jane Mallory Birkin)‏، ممثلة ومغنية إنجليزية بريطانية ولدت في 14 ديسمبر 1946 في مرليبون في لندن في إنجلترا في المملكة المتحدة، مثلت في عدة أفلام منها فلم جريمة على نهر النيل في سنة 1978 وأصدرت عدة ألبومات غنائية.
عاشت بيركين بشكل رئيسي في فرنسا منذ السبعينيات. وهي والدة المصورة كيت باري من زوجها الأول جون باري، ووالدة الممثلة والمغنية شارلوت غينسبور من زوجها سيرج غينزبورغ ؛ ووالدة الموسيقية والممثلة لو دويلون من زوجها جاك دويلون.
توفيت في 16 يوليو 2023 عن عمر 76 سنة.

## اعمالها

### أفلام
- انفجار (1966)
- حوض سباحة (1969)
- جريمة على نهر النيل (1978)
- شر تحت أشعة الشمس (1982)
- حافظ على حقك (1987)
- مائة ليلة وليلة (1995)
- نفس الأغنية القديمة (1997)
- كي دورسي (2013)

## روابط خارجية
- جاين بيركين على موقع IMDb (الإنجليزية)
- جاين بيركين على موقع ميتاكريتيك (الإنجليزية)
- جاين بيركين على موقع الموسوعة البريطانية (الإنجليزية)
- جاين بيركين على موقع روتن توميتوز (الإنجليزية)
- جاين بيركين على موقع مونزينجر (الألمانية)
- جاين بيركين على موقع قاعدة بيانات الأفلام العربية
- جاين بيركين على موقع ألو سيني (الفرنسية)
- جاين بيركين على موقع ميوزك برينز (الإنجليزية)
- جاين بيركين على موقع تيرنر كلاسيك موفيز (الإنجليزية)
- جاين بيركين على موقع أول موفي (الإنجليزية)